# Mei ren yu
Mei ren yu (美人魚T, 美人鱼S, MěirényúP), noto anche con il titolo internazionale in lingua inglese The Mermaid, è un film del 2016 diretto da Stephen Chow.
Si tratta di una commedia fantastica e romantica di produzione cinese.

## Trama
Il progetto immobiliare di Xuan coinvolge la bonifica del mare e minaccia quindi la sopravvivenza delle sirene che si affidano al mare per sopravvivere. Shan viene incaricata di fermare Xuan, e all'improvviso i due si innamorano. Shan e le altre sirene sono braccate da un'organizzazione nascosta, e Xuan deve salvare Shan prima che sia troppo tardi.

## Produzione
Il film viene girato in una fabbrica di produzione di vetro e nella città sub-provinciale della Repubblica Popolare Cinese appartenente alla provincia di Guangdong nella Cina continentale meridionale, Shenzhen. Il budget per la realizzazione della pellicola ammonta a circa $ 60.720.000.

## Distribuzione
Il film viene distribuito in Brunei, a Hong Kong, in Malaysia, a Singapore e in Cina l'8 febbraio 2016; in Australia e in Nuova Zelanda il 18 febbraio; in Regno Unito, Irlanda e Stati Uniti (in versione limitata) il 19 febbraio; in Indonesia il 16 marzo. In Svizzera viene invece presentato il 1º luglio al Festival internazionale del film fantastico di Neuchâtel.

## Accoglienza
Nel primo week-end di apertura statunitense il film guadagna $ 985.052. L'incasso totale negli States ammonta a $ 3.232.685.
In Cina il film divenne il più grande incasso di sempre con una somma pari a $526.848.189; in Hong Kong incassò $7.698.235, in Malaysia $7.025.381. Altri incassi notevoli furono in Vietnam ($4.419.787) e a Singapore ($3.110.642). L'incasso totale ammonta a $553.810.228 divenendo il primo film non di produzione americana a raggiungere il mezzo miliardo di dollari.  Viene accolto abbastanza positivamente dalla critica: su IMDb riceve un punteggio di 6.2/10, mentre su Rotten Tomatoes ha un indice di preferenza pari al 95%.